# Paucidentomys vermidax
Paucidentomys vermidax är en gnagare i familjen råttdjur som förekommer på Sulawesi. Arten är ensam i släktet Paucidentomys och den saknar kindtänder vilket skiljer den från alla andra gnagare.

## Utseende
Arten liknar i grundformen en husmus eller en näbbmus med spetsigare nos. Vuxna exemplar är 15,9 till 16,8 cm långa (huvud och bål), har en 19,8 till 20,0 cm lång svans och väger 99 till 108 g. Bakfötterna är 3,7 till 3,8 cm långa och öronen är 2,1 till 2,2 cm stora (alla värden från två individer). Pälsen på ovansidan bildas av hår som är gråa nära roten och ljusbruna vid spetsen. Dessutom är några helt svarta hår inblandade vad som ger ett gråbrunt utseende. På undersidan saknas de svarta håren och den är därför lite ljusare. Ljusa ställen finns främst på buken och vid ljumsken. De mörkbruna fötterna bär några bruna, svarta och silverfärgade hår. Närmast tårna är fötterna nästan nakna. Paucidentomys vermidax har långa och skarpa klor. Närmast ansiktet är morrhåren svarta för att sedan bli vita. Svansen har en mörkgrå ovansida och en smutsig, vit undersida.
Utmärkande för arten är avsaknaden av kindtänder (premolarer och molarer). Dessutom saknar Paucidentomys vermidax liksom andra gnagare hörntänder. De enda tänderna som finns är två framtänder i överkäken och två framtänder i underkäken. De övre framtänderna har två knölar på toppen varav den ena vid framkanten är lite större än den andra.

## Utbredning och ekologi
Fram till 2016 var arten känd från trakterna kring bergen Tanete Gandangdewata och Buntu Latimojong på västcentrala Sulawesi. Utbredningsområdet ligger 1570 till 2050 meter över havet. Kanske lever Paucidentomys vermidax även i angränsande bergstrakter. Habitatet utgörs av bergsskogar och växtligheten i de tillhörande dalgångarna.
Födan utgörs av daggmaskar och andra maskar. Antagligen fångas de med framtänderna och de sväljas sedan helt. Ytterligare uppgifter om levnadssättet saknas.

## Taxonomi
Arten är närmast släkt med medlemmarna i släktet Echiothrix. Tillsammans bildar de en utvecklingsgren som är systertaxa till en annan gren med släktena Tateomys och Melasmothrix.
Det vetenskapliga släktnamnet är sammansatt av de latinska orden paucus (få) och dentis (tänder) samt av det grekiska ordet mys (mus). Artepitet bildas av vermi (mask) och edax (hastig äta).

## Status
Antagligen påverkar skogsavverkningar beståndet negativt. De enda kända exemplaren är två individer som hittades år 2011. IUCN listar Paucidentomys vermidax med kunskapsbrist (DD).